# Задача трёх тел (сериал, 2023)
«Задача трёх тел» (кит. трад. 三體, упр. 三体, пиньинь Sān tǐ) — китайский научно-фантастический телесериал, экранизация одноимённого романа китайского писателя Лю Цысиня, первой части трилогии «Воспоминания о прошлом Земли». Его премьера состоялась 15 января 2023 года. Главные роли в сериале сыграли Эдвард Чжан, Юй Хэвэй, Чэнь Цзинь, Ван Цзывэнь.

## Сюжет
В 2007 году Ван Мяо, один из ведущих китайских экспертов по наноматериалам, был привлечён Ши Цяном, детективом, специализирующимся на борьбе с терроризмом, к работе над делом о странных самоубийствах в научном сообществе. В ходе расследования Ван Мяо сталкивается с загадочной организацией под названием «Рубежи науки» и начинает узнавать правду о том, как инопланетный мир, изображённый в популярной видеоигре, связан с самоубийствами и судьбой мира.

## В ролях
- Эдвард Чжан — Ван Мяо
- Юй Хэвэй — Ши Цян
- Чэнь Цзинь — Е Вэньцзе
- Ван Цзывэнь — Е Вэньцзе в молодости
- Линь Юнцзянь — генерал Чан Вэйси
- Ли Сяожань — Шэнь Юфэй
- Эрик Ван — Дин И
- Ко Чжэньхай — Е Жэтай
- Хэ Дуцзюань — Ян Дун
- Кенан Хеппе — Майк Эванс
- Майк Колтс — полковник Майк Уильямс
- Чжао Цзянь — Вэй Чэн
- Чжан Цзюньнин — Пань Хань

## Производство и премьера
Tencent получила права на романы Лю Цысиня в 2008 году. В 2015 году началась работа над фильмом «Задача трёх тел» от YooZoo Film. Съёмки длились 5 месяцев, но финальный продукт так и не был выпущен. В то время как YooZoo Film в сентябре 2020 года заключила сделку на производство собственной адаптации для Netflix под руководством создателей «Игры престолов» Дэвида Бениоффа и Ди-Би Уайсса, работа над сценарием китайской адаптации уже велась в Tencent и заняла четыре года. Съёмки начались в июле 2020 года и длились 126 дней.
В ноябре 2021 года вышел трейлер сериала без конкретной даты премьеры. За ним последовали второй трейлер (в июне 2022 года) и финальный (12 января 2023 года). После нескольких задержек сериал вышел в эфир 15 января 2023 года, причём первые четыре эпизода были доступны для потоковой передачи на WeTV и Rakuten Viki.

## Эпизоды
| № | Название    | Дата премьеры                                                                      |
| --- | ----------- | ---------------------------------------------------------------------------------- |
| 1 | «Эпизод 1»  | 15 января 2023 (CCTV) 15 января 2023 (WeTV)                                        |
| 2007 год. Загадочная женщина приносит пожилому профессору Манфи результаты эксперимента на ускорителе частиц ещё до того, как эксперимент был проведён. Позже Манфи совершает самоубийство. Ван Мяо, ведущая фигура в исследованиях нанотехнологий, завербован полицейским Ши Цяном, чтобы помочь проникнуть в «Рубежи науки» — группу элитных физиков-теоретиков, многие из которых недавно покончили с собой. Фраза «физики больше не существует», по-видимому, является чем-то общим для всех смертей, она фигурирует и в предсмертной записке профессора Ян Дун, к которой Ван Мяо долго питал привязанность. 1979 год. Е Вэньцзе отвечает на сигнал, полученный антенной базы «Красный берег», установленной на вершине горы: он приглашает своего связного захватить Землю, так как её население не может решить свои проблемы. |             |                                                                                    |
| 2 | «Эпизод 2»  | 16 января 2023 (CCTV) 15 января 2023 (WeTV)                                        |
| Ван Мяо навещает Дин И, скорбящего мужа Ян Дон, который с помощью игры в бильярд рассказывает о разочаровании жены в результатах исследований ускорителя частиц и о своей тревоге из-за смерти Манфи. Ван Мяо знакомится с «Рубежами науки» и с их концепцией, согласно которой человечество обрекло себя на незнание подлинной сути действительности. На похоронах он встречает мать Янь Дун Е Вэньцзе и передаёт ей фотографию умершей, но замечает на ней странную хронологическую метку и обещает позже отдать неиспорченную версию снимка. Дома герой обнаруживает, что все его фотографии имеют эту метку. Он приходит к выводу, что это обратный отсчёт, который заканчивается через 49 дней. |             |                                                                                    |
| 3 | «Эпизод 3»  | 17 января 2023 (CCTV) 15 января 2023 (WeTV)                                        |
| После серии безумных экспериментов по определению источника меток на фотографиях Ван Мяо начинает видеть обратный отсчёт в центре своего зрения. Офтальмолог устанавливает, что с его глазами всё в порядке. Из-за отсутствия выбора Ван Мяо идёт за советом к Шэнь Юфэй из «Рубежей науки», и та предлагает прекратить поддерживаемые правительством эксперименты в области нанотехнологий. |             |                                                                                    |
| 4 | «Эпизод 4»  | 18 января 2023 (CCTV) 15 января 2023 (WeTV)                                        |
| Лабораторное оборудование Ван Мяо нуждается в ремонте, что убеждает его прекратить эксперименты. В тот момент, когда останавливается последняя машина, обратный отсчёт исчезает из его поля зрения. Разочарованный Ван Мяо звонит Шэнь Юфэй, та даёт ему ссылку на веб-сайт с инструкциями на азбуке Морзе и советует поискать обратный отсчёт в космическом микроволновом фоне. Ши Цян рассказывает Ван Мяо, что все учёные-самоубийцы контактировали с Шэнь Юфэй незадолго до смерти. |             |                                                                                    |
| 5 | «Эпизод 5»  | 19 января 2023 (CCTV) 16 января 2023 (WeTV)                                        |
| Репортёр-расследователь Му Син пытается получить от Ши Цяна данные о расследовании самоубийств. Ван Мяо идёт к бывшему ученику Е Вэньцзе, чтобы наблюдать за космическим микроволновым фоном. В назначенное время Вселенная начинает колебаться. Герои записывают эти колебания азбукой Морзе, сравнивают их с данными обсерватории Урумчи и собственными, используя 3К-очки. Выясняется, что прямо на ночном небе мерцает обратный отсчёт. Это приводит Ван Мяо в отчаяние, но Ши Цян не находит его и утешает. Позже нанотехнологические эксперименты возобновляются, и Ван Мяо проводит урок в школе дочери, укрепляясь в своей вере в силу науки. |             |                                                                                    |
| 6 | «Эпизод 6»  | 20 января 2023 (CCTV) 17 января 2023 (WeTV)                                        |
| У Ши Цяна появляется удивительно эффективная помощница Сюй Бинбин. Ван Мяо спрашивает её, есть ли другие учёные, связанные с Шэнь Юфэй, но не вошедшие в группу «Рубежи науки» и не покончившие с собой, она называет Е Вэньцзе и рассказывает о её прошлом. Дед Е Вэньцзе познакомился с Альбертом Эйнштейном в 1922 году, когда работал ребёнком на дорожном строительстве. Её мать, тоже учёная, приукрашивала эту встречу, пока в Китае не произошла Культурная революция. |             |                                                                                    |
| 7 | «Эпизод 7»  | 22 января 2023 (CCTV) 18 января 2023 (WeTV)                                        |
| Получив приказ от «Господина» либо остановить нанотехнологические исследования Ван Мяо, либо устранить его, Шэнь Юфэй пытается привлечь Ван Мяо на свою сторону, дав ему ссылку на игру в виртуальной реальности под названием «Задача трёх тел». Он и Ши Цян входят в игру и открывают для себя мир изменчивых погодных условий. Они переживают череду непредсказуемых рассветов и закатов, резкого холода и палящей жары, так как вошли в систему во время Эры Хаоса. Другой игрок, король Вэнь, рассказывает об Эре Стабильности, когда мягкий климат позволяет цивилизации развиваться. Герои видят две летящие звезды в небе, указывающие, что такая эра скоро наступит. Время подтверждает предсказания короля Вэня о климате перед долгой Эрой Стабильности, и король Чжоу приказывает цивилизации Трёх Тел регидратироваться, чтобы пережить хаос. |             |                                                                                    |
| 8 | «Эпизод 8»  | 23 января 2023 (CCTV) 19 января 2023 (WeTV)                                        |
| Ван Мяо становится свидетелем разрушения 137-й цивилизации в мире Трёх Тел в условиях сильного холода. Эта цивилизация развилась до уровня периода Сражающихся царств и в дальнейшем сможет перезапуститься. Реалистичность игры кажется Ван Мяо невероятной. В реальной жизни Вэй Чэн следит за ведущими учёными, чтобы защитить их в случае каких-либо признаков контакта или проникновения. |             |                                                                                    |
| 9 | «Эпизод 9»  | 24 января 2023 (CCTV) 20 января 2023 (WeTV)                                        |
| Пока Чан Вэйси проводит допросы, Ван Мяо хочет поговорить с Шэнь Юфэй. В мире Трёх Тел 139-я цивилизация, достигшая индустриального уровня, гибнет из-за появления в небе двух солнц. Шэнь Юфэй и Пань Хань поражены тем, что Ван Мяо не прекратил свои исследования и прекрасно показал себя в игре. |             |                                                                                    |
| 10 | «Эпизод 10» | 25 января 2023 (CCTV) 22 января 2023 (WeTV)                                        |
| Дин И вспоминает, что Ян Дун перед самоубийством была счастлива и наслаждалась жизнью за пределами теоретической физики. Е Вэньцзе рассказывает Ван Ляо свою историю. Во время «культурной революции» она работала во Внутренней Монголии в составе бригады, рубившей деревья. Ей поручили помогать репортёру Бай Мулиню, и она получила возможность прочитать «Безмолвную весну» Рейчел Карсон, которую тот переводил на китайский язык. Когда руки Бай Мулиня слишком сильно тряслись после целого дня, проведённого в холодном лесу, она писала перевод за него. |             |                                                                                    |
| 11 | «Эпизод 11» | 26 января 2023 (CCTV) 23 января 2023 (WeTV)                                        |
| Е Вэньцзе продолжает свой рассказ. Бай Мулинь назвал написанный ею текст «Революционные массы», а когда рукопись нашли, заявил, что ничего о ней не знает. Е Вэньцзе исключили из бригады и привезли к радиоантенне на вершине горы, чтобы передать на другую работу. |             |                                                                                    |
| 12 | «Эпизод 12» | 27 января 2023 (CCTV) 24 января 2023 (WeTV)                                        |
| Ван Мяо снова входит в мир Трёх Тел, пока Ши Цян проводит время с его дочерью. Он встречает Мо-цзы и узнаёт от него о новом алгоритме Конфуция для предсказания Эр Стабильности. Герой предсказывает наступление такой эры, но спустя всего месяц мир внезапно разрушается жаром восходящего гигантского солнца. Выйдя из игры, Ван Мяо начинает изучать компьютерную модель алгоритма, которая включает две сферические оболочки с отверстиями разного размера, вращающиеся вокруг планеты, и море огня позади них. |             |                                                                                    |
| 13 | «Эпизод 13» | 29 января 2023 (CCTV) 25 января 2023 (WeTV)                                        |
| Е Вэньцзе навещает Ван Мяо в его исследовательском центре и продолжает рассказывать свою историю. На вершине горы возле военной базы она встретила Ян Вэйнина, бывшего ученика её отца. Тот предложил ей очистить своё имя, работая на базе, но не сказал ей, какова цель работы. Е Вэньцзе согласилась. Ночью параболическая антенна передала сигнал, и с неба упало замертво множество воробьёв. |             |                                                                                    |
| 14 | «Эпизод 14» | 30 января 2023 (CCTV) 26 января 2023 (WeTV)                                        |
| Е Вэньцзе продолжает рассказывать свою историю. На базе «Красный берег» она сначала занималась уборкой и техническим осмотром. Позже ей рассказали, что назначение «Красного берега» — уничтожать имперские спутники на орбите с помощью радиоволн. Ван Мяо пересказывает эту историю Ши Цяну, тот пишет имя Е Вэньцзе на своей доске и обводит его: теперь она является главным подозреваемым. |             |                                                                                    |
| 15 | «Эпизод 15» | 31 января 2023 (CCTV) 27 января 2023 (WeTV)                                        |
| Ван Мяо догадывается, что ключ к разблокировке игры «Задача трёх тел» находится в её названии: планета входит в систему с тремя солнцами. Он переименовывает своего персонажа в Коперника и переходит на второй уровень игры. Ши Цян и Сюй Бинбин становятся всё более подозрительными по отношению к Е Вэньцзе, так как именно она рекомендовала Ван Мяо прочитать книги, которые ему помогли. На втором уровне новый персонаж по имени фон Нейман вместе с Коперником и ещё одним персонажем по имени Ньютон создают «компьютер»: они используют армию из организованных в логические элементы 30 миллионов солдат, чтобы выполнять сложные вычисления для предсказания позиции солнца. |             |                                                                                    |
| 16 | «Эпизод 16» | 1 февраля 2023 (CCTV) 29 января 2023 (WeTV)                                        |
| Детективы приходят к Вэй Чэну, когда тот празднует открытие нового алгоритма. Они замечают, что Шэнь Юфэй относится к своему мужу не очень нежно, и подозревают, что это брак по расчёту. В игре персонажи выполняют расчёты для двухлетнего календаря, используя «человеческий компьютер». Неожиданно происходит трёхсолнечная сизигия, и объединённая гравитация трёх солнц стирает с планеты все следы цивилизации. Неизвестный говорит Ван Мяо по телефону, что для продолжения игры нужно подтвердить его личность, и тогда его пригласят на личную встречу. Пань Хань пробирается в дом Вэй Чэна и стреляет в его компьютер. Пань Хань спорит с Шэнь Юфэй о достоинствах двух основных фракций их группы: адвентистов и искупителей. Детективы понимают, что между Шэнь Юфэй и Е Вэньцзе есть связь. |             |                                                                                    |
| 17 | «Эпизод 17» | 2 февраля 2023 (CCTV) 30 января 2023 (WeTV)                                        |
| Шэнь Юфэй и Е Вэньцзе покупают билеты на поезд до станции невдалеке от базы «Красный берег». Узнав это, Ван Мяо и Ши Цян спешат сесть на этот поезд. В вагоне киллер пытается убить Шэнь Юфэй, но сам погибает от руки её телохранителя. Выясняется, что Командующим является Е Вэньцзе. Она говорит, что послания от «Господина» не приходят уже два года, и задаётся вопросом, не сеет ли «Господин» разногласия среди фракций. Шэнь Юфэй и Е Вэньцзе выходят из поезда на следующей станции, Ван Мяо и Ши Цян находят труп киллера. Ван Мяо звонит Е Вэньцзе, та говорит, что уехала из города, и соглашается показать ему «Красный берег». Е Вэньцзе и Шэнь Юфэй осматривают базу и приказывают работникам собрать всё, не оставляя следов. Когда приезжает Ван Мяо, ему показывают пустую базу. |             |                                                                                    |
| 18 | «Эпизод 18» | 3 февраля 2023 (CCTV) 31 января 2023 (WeTV)                                        |
| Е Вэньцзе продолжает рассказывать Ван Мяо о своей работе на базе «Красный берег». Она раскрывает тайную цель базы: это поиск внеземного разума до того, как другие могущественные страны вступят с ним в контакт. Позже «Красный берег» был перенацелен на научные исследования, а потом остался без финансирования и пришёл в нерабочее состояние. Е Вэньцзе осталась в полном одиночестве, день за днём слушая статический шум Вселенной. |             |                                                                                    |
| 19 | «Эпизод 19» | 5 февраля 2023 (CCTV) 1 февраля 2023 (WeTV)                                        |
| Е Вэньцзе встречается с Майком Эваном после того, как Ван Мяо покинул «Красный берег». Эванс рассказывает о строительстве «Второго Красного берега» на большом корабле, но отказывается отвечать на уточняющие вопросы. Детективы получают секретные документы, из которых следует, что контактов с инопланетянами на базе не было. Е Вэньцзе говорит Ван Мяо, что существует множество объяснений парадокса Ферми. Вэй Чэн приходит в полицейский участок, чтобы сообщить о преступлении, и рассказывает свою историю: имея математические способности, он не нашёл способа их применить и поселился в буддийском храме. При попытке очищения его воображение создало три сферы, Вэй Чэн наблюдал за их орбитальным танцем, пока не уснул. В итоге ему понравилось заниматься математикой, и он нашёл задачу, которую захотел решить. |             |                                                                                    |
| 20 | «Эпизод 20» | 6 февраля 2023 (CCTV) 2 февраля 2023 (WeTV)                                        |
| Вэй Чэн продолжает свой рассказ. Женщина по имени Шэнь Юфэй навестила его в храме, предоставила тихое место для работы и доступ к суперкомпьютерам. Пань Хань пригрозил убить его, если он не прекратит исследования, а Шэнь Юфэй — убить, если прекратит. Вэй Чэн передаёт законченную модель трёх тел Ван Мяо, который входит в игру, чтобы попробовать использовать её там. Эйнштейн объясняет ему, что никто не смог решить Задачу трёх тел. Ван Мяо встречается в игре с генеральным секретарём ООН и показывает ему решение Вэй Чэна, но тот объясняет, что уже видел много подобных моделей и обладает доказательствами того, что проблема неразрешима. Восходит гигантская луна, которая оказывается остатком Большого разрыва (все три солнца прошли мимо планеты и разорвали её на куски, превратившиеся в две сферы). Герои понимают, что планета будет поглощена солнцем, и единственно возможное решение — отправиться к звёздам в поисках новой солнечной системы. Пань Хань раскрывает Шэнь Юфэй истинный смысл игры: помочь людям познать «Господина». Потом он убивает Шэнь Юфэй. |             |                                                                                    |
| 21 | «Эпизод 21» | 7 февраля 2023 (CCTV) 3 февраля 2023 (WeTV)                                        |
| Пань Ханя допрашивают как главного подозреваемого в убийстве Шэнь Юфэй. Судя по видео с камер наблюдения, Пань Хань ушёл, прежде чем Шэнь Юфэй застрелилась, и его отпускают. Ван Мяо посещает встречу участников игры «Задача трёх тел». Возникает дискуссия о потребности человечества во внешней помощи, причём некоторые участники уверены, что такая помощь нужна, и говорят, что вымирание ацтеков после прихода испанцев позволило возникнуть более развитой цивилизации. Пань Хань приветствует всех, кто солидарен с Организацией Земля-Трисолярис (ОЗТ). Узнав об этом, Чан Вэйси требует более жёсткого подхода к этой организации. Пань Хань звонит Майку Эвансу и требует отключения всех серверов игры «Задача трёх тел». |             |                                                                                    |
| 22 | «Эпизод 22» | 8 февраля 2023 (CCTV) 5 февраля 2023 (WeTV) 3 февраля 2023 (Премьер-доступ WeTV)   |
| Ван Мяо входит в игру «Задача трёх тел», где цивилизация способна к межзвёздным путешествиям и осознаёт острую необходимость покинуть родной мир. Межзвёздный флот с тысячами космических кораблей отправляется к звезде, находящейся на расстоянии немногим более четырёх световых лет, вокруг которой вращается обитаемая планета с вечной Эрой Стабильности. Его скорость равна одной десятой скорости света, и он достигнет цели через 400 лет. Военные отслеживают сервер, который находится на спутнике в космосе, и его отключает Пань Хань. Ван Мяо рассказывает о трисолярианской экспедиции Ши Цяну. Герои задаются вопросом, когда межзвёздный флот прибудет на новую планету на самом деле (теоретически он должен лететь 40 лет, а не 400). Му Син просматривает старые документы, чтобы собрать информацию о лидере организации, и её убивают. Ши Цян находит одно из её записывающих устройств в мопеде. Становится ясно, что Му Син выследила лидера в университете Цинхуа. Ши Цян начинает подозревать Е Вэньцзе. |             |                                                                                    |
| 23 | «Эпизод 23» | 9 февраля 2023 (CCTV) 6 февраля 2023 (WeTV) 3 февраля 2023 (Премьер-доступ WeTV)   |
| Е Вэньцзе обнаруживает, что некоторые удалённые документы ОЗТ на её компьютере были восстановлены. Выясняется, что Ян Дун нашла их незадолго до своего самоубийства (это связано с началом романа «Вечная жизнь Смерти», третьей части трилогии). Е Вэньцзе посещает могилу Ян Дун и встречает старого друга (связанного с началом книги «Тёмный лес», второй части трилогии), прежде чем отправиться на собрание ОЗТ. Ван Мяо тоже приходит на собрание. Пань Хань требует исключить из организации фракцию искупителей: они могут начать сотрудничать с властями, когда организация будет разоблачена. После прихода Е Вэньцзе разгорается дискуссия о фракции адвентистов, которые теперь хотят не реформирования земной цивилизации, а её уничтожения. Один из участников собрания обвиняет Майка Эванса во лжи. Е Вэньцзе обвиняет Пань Ханя, лидера адвентистов, в убийстве Шэнь Юфэй, бывшей адвентистки, но в душе искупительницы, и в предательстве. Пань Ханя убивают. Е Вэньцзе видит Ван Мяо в толпе и заявляет, что его технологию нужно уничтожить, поскольку она позволит человечеству строить космические лифты. После этого она начинает рассказывать новым членам организации историю своего пребывания на базе «Красный берег». |             |                                                                                    |
| 24 | «Эпизод 24» | 10 февраля 2023 (CCTV) 7 февраля 2023 (WeTV) 3 февраля 2023 (Премьер-доступ WeTV)  |
| Е Вэньцзе, согласно её рассказу, узнала из публикации американского физика Гарри Питерсона о получении странных данных в течение двух дней, когда она проводила свои эксперименты. В замешательстве героиня попросила у Питерсона дополнительные данные и нашла полное совпадение с собственными. Она обнаружила, что радиоволна в определённом диапазоне частот может проникать через зону конвекции в зону излучения Солнца и усиливаться. Поскольку антенна базы «Красный берег» могла передавать сигналы в этом диапазоне частот, она могла использовать само Солнце как мощную антенну. Е Вэньцзе рассказала об этом Ян Вэйнину, но тот отверг идею эксперимента: стрельба радиоволнами по Солнцу может быть неверно истолкована. Е Вэньцзе тайно отправила сообщение в космос. Потом, спустя восемь лет, Е Вэньцзе получила первое инопланетное сообщение, которое начиналось со слов «Не отвечай!». |             |                                                                                    |
| 25 | «Эпизод 25» | 12 февраля 2023 (CCTV) 8 февраля 2023 (WeTV) 3 февраля 2023 (Премьер-доступ WeTV)  |
| Е Вэньцзе продолжает свой рассказ. Она расшифровывала всё инопланетное послание: его автор попросил не отвечать, иначе точное местоположение Земли будет раскрыто, и она будет захвачена. Е Вэньцзе использовала космический шум, чтобы скрыть послание и всё же отправила ответ с просьбой о помощи. В настоящем Ши Цян и его команда нападают на собрание ОЗТ, но терпят неудачу из-за детонации небольшой ядерной бомбы; Ши Цян оказывается в больнице. Е Вэньцзе вызывают на допрос, она признаётся в убийстве Лэй Чжичэна и Ян Вэйнина. Согласно её рассказу, Лэй Чжичэн обнаружил сообщение инопланетян и, не зная, что Е Вэньцзе уже ответила, потребовал от неё молчания. Она поняла, что Лэй Чжичэн хочет войти в историю как первооткрыватель инопланетной жизни. |             |                                                                                    |
| 26 | «Эпизод 26» | 13 февраля 2023 (CCTV) 9 февраля 2023 (WeTV) 3 февраля 2023 (Премьер-доступ WeTV)  |
| Е Вэньцзе продолжает свой рассказ. Она ослабила заземляющий провод, чтобы заставить Лэй Чжичэна спуститься с горы для проверки системы во время снежной бури. Ян Вэйнин решил помочь Лэй Чжичэну, и Е Вэньцзе перерезала верёвку, по которой они спустились, убив таким образом обоих. Её никто не заподозрил, так как брак с Ян Вэйнином был счастливым. Е Вэньцзе постепенно забыла о своём предательстве, больше походившем на галлюцинацию, позже покинула «Красный берег» и вернулась в университет Цинхуа. В настоящем выясняется, что Ши Цян умирает из-за радиации. |             |                                                                                    |
| 27 | «Эпизод 27» | 14 февраля 2023 (CCTV) 10 февраля 2023 (WeTV) 3 февраля 2023 (Премьер-доступ WeTV) |
| Рассказ о прошлом Е Вэньцзе продолжается. В Цинхуа она впервые встретила Майка Эванса и узнала историю его жизни: будучи сыном миллиардера-нефтепромышленника, Майк стал свидетелем уничтожения природы. При новой встрече он рассказал Е Вэньцзе, что его отец умер и отдал большую часть наследства ему, а не брату и сестре, но даже этого недостаточно, чтобы изменить человечество. Е Вэньцзе в ответ сообщила о трисолярианцах, которые могут помочь Земле. Эванс купил гигантский танкер под названием «Судный день», построил на нём базу «Второй Красный берег», а позже получил сообщения от трисолярианцев, чей огромный флот вторжения достигнет Земли примерно через 400 лет. Майк собрал людей с похожими взглядами и объявил о рождении Организации Земля-Трисолярис (ОЗТ) как пятой колонны. Е Вэньцзе признаёт на допросе, что уже давно потеряла контроль над ситуацией: ни одна из фракций ОЗТ не соответствует её идеалам. Чан Вэйси задаёт последний и самый важный вопрос: посылали ли трисолярианцы только радиоволны в сторону Земли? |             |                                                                                    |
| 28 | «Эпизод 28» | 15 февраля 2023 (CCTV) 12 февраля 2023 (WeTV) 3 февраля 2023 (Премьер-доступ WeTV) |
| Е Вэньцзе объясняет, что движение трисолярианского флота основано на аннигиляции материи и антиматерии. Дин И на основании этих данных подтверждает предсказанное время прибытия флота примерно через 400 лет. Е Вэньцзе говорит, что трисолярианцы шесть лет назад (в 2001 году) направили в Солнечную систему два протона, которые достигли Земли 2 года назад и полностью заблокировали прогресс человеческой науки. Чан Вэйси спрашивает, почему она не рассказала дочери о внешнем влиянии на науку перед её самоубийством. Выясняется, что Ян Дун покончила с собой не только из-за этого, но и потому, что узнала правду о матери. Ван Мяо и Дин И обсуждают возможность блокировки прогресса науки двумя протонами. Дин И с помощью сигаретного фильтра объясняет, что множество низкоразмерных структур может быть сохранено в многомерной структуре и, следовательно, элементарные частицы, для которых существуют одиннадцать измерений из-за компактификации, могут иметь огромную сложность. Он предполагает, что трисолярианцы получили доступ к этой внутренней сложности и используют её. Ван Мяо и Ши Цян присоединяются к встрече Чан Вэйси с полковником Шэнтоном и другими генералами, чтобы обсудить будущее нападение на танкер «Судный день», цель которого — прочесть сообщения инопланетян. Ши Цян предлагает натянуть нанонити, над которыми работает Ван Мяо, в самом узком месте Панамского канала, через который «Судный день» пройдёт через четыре дня. Они должны разрезать корабль на куски и убить весь экипаж. Операция получает название «Гучжэн», в честь одноимённого китайского музыкального инструмента. |             |                                                                                    |
| 29 | «Эпизод 29» | 16 февраля 2023 (CCTV) 13 февраля 2023 (WeTV) 3 февраля 2023 (Премьер-доступ WeTV) |
| Ван Мяо и полковник Шэнтон наблюдают за последними этапами подготовки операции «Гучжэн» на канале Гайяр. Полковник сравнивает канал, соединяющий два океана, с нанонитями, которые однажды соединят Землю с космосом (это отсылка к роману «Тёмный лес»). «Судный день» проходит через нанонити, Майк Эванс перед гибелью безуспешно пытается удалить сообщения инопланетян. Военные извлекают жёсткие диски. Ван Мяо и Ши Цяну предлагают принять участие в игре «Задача трёх тел», в которой OЗТ запрограммировала некоторые данные. Они сталкиваются с изображением трисолярианина, созданным на основе предположений OЗТ, и становятся свидетелями прибытия сообщения от Е Вэньцзе из 1971 года на пост прослушивания. Слушатель пытается спасти далёкий рай от жестокой трисолярианской цивилизации и передаёт предупреждение «Не отвечай!», полученное Е Вэньцзе в 1979 году. Слушатель пойман и предан суду. Главный трисолярианин объявляет Слушателя самым большим преступником во всех реинкарнированных трисолярианских цивилизациях и решает наказать его обезвоживанием, чтобы он стал свидетелем того дня, когда человечество потеряет всякую надежду. Ван Мяо замечает, что Е Вэньцзе тоже разрешили войти в игру, чтобы увидеть это. Положение Земли не будет известно трисолярианцам до ответа Е Вэньцзе, но Главный всё же требует, чтобы флот как можно быстрее отправился в направлении сигнала. |             |                                                                                    |
| 30 | «Эпизод 30» | 17 февраля 2023 (CCTV) 14 февраля 2023 (WeTV) 3 февраля 2023 (Премьер-доступ WeTV) |
| Ван Мяо и Ши Цян рассказывают Чан Вэйси и Дин И о своих выводах в игре: трисолярианцы составили три плана, чтобы заблокировать прогресс человеческой науки. Первый план, под кодовым названием «Раскраска», предполагал пропаганду ненависти и страха перед наукой (в частности, из-за разрушения окружающей среды). Этим занимались Шэнь Юфэй и Пань Хань через «Рубежи науки». Второй план, «Чудо», заключался в демонстрации сверхъестественного, чтобы ненаучные способы мышления доминировали над научными (таинственный обратный отсчёт, мерцания Вселенной). Самым перспективным был признан третий план, «Софон»: трисолярианцы даже отказались от идеи создания огромного ускорителя частиц и ещё одного межзвёздного флота, чтобы потратить на него все ресурсы. Они развернули в двух измерениях протон, который окружает всю их планету и удерживается на орбите с помощью электромагнитных лучей. На поверхности протона строятся цепи с помощью сильного взаимодействия. Четыре протона преобразуются в квантовые компьютеры, называемые софонами, и соединяются вместе с помощью квантовой запутанности. Два софона запускаются к Земле, а другие два сохраняются, чтобы обеспечить мгновенную связь между Землёй, трисолярианским миром и трисолярианским флотом. Софоны на Земле могут манипулировать экспериментами по столкновению частиц, создавать обратный отсчёт на сетчатке глаз или на фотографиях, тайно шпионить за каждым диалогом. Чан Вэйси констатирует, что у человечества не будет тайн от врага в предстоящей войне. Все они замечают странные огни и осознают присутствие софонов. Трисолярианцы выражают своё презрение к человечеству, создавая сообщение «Вы — букашки!» на сетчатке их глаз. Е Вэньцзе разрешено посетить руины «Красного берега» в последний раз, и она называет свой последний закат закатом человечества. Тем временем Ван Мяо и Дин И вместе поддаются пораженческим настроениям. Они объясняют навестившему их Ши Цяну, что каким бы острым ни был нож, он не сможет победить современное оружие. Ши Цян отвозит их в свою родную деревню, показывает саранчу на поле и напоминает, что люди десятилетиями безуспешно пытались уничтожить насекомых, используя агрессивные пестициды. Вместе они выливают пиво на поле, чтобы отдать саранче дань уважения. В сцене после титров профессор университета Цинхуа сидит в магазине мороженого и набирает текст на своём ноутбуке. |             |                                                                                    |

## Оценки
«Задача трёх тел» получила широкое признание в Китае. На китайском Douban у сериала 8,7 баллов из 10. Зрители высоко оценили общее качество постановки, точность адаптации и актёрский состав, китайские критики назвали визуальные эффекты потрясающими.
Обозреватель американского журнала The New York Times Майк Хейл отметил, что сериал в целом верен литературному первоисточнику. При этом он счёл сценарий и актёрский состав посредственными, а игровые сцены — не такими яркими, как в оригинале.
Сериал был номинирован на премию Asia Contents Awards & Global OTT Awards в номинации «Лучшие визуальные эффекты».